# 比特魏爾湖
47°49′32″N 11°13′37″E / 47.82556°N 11.22701°E

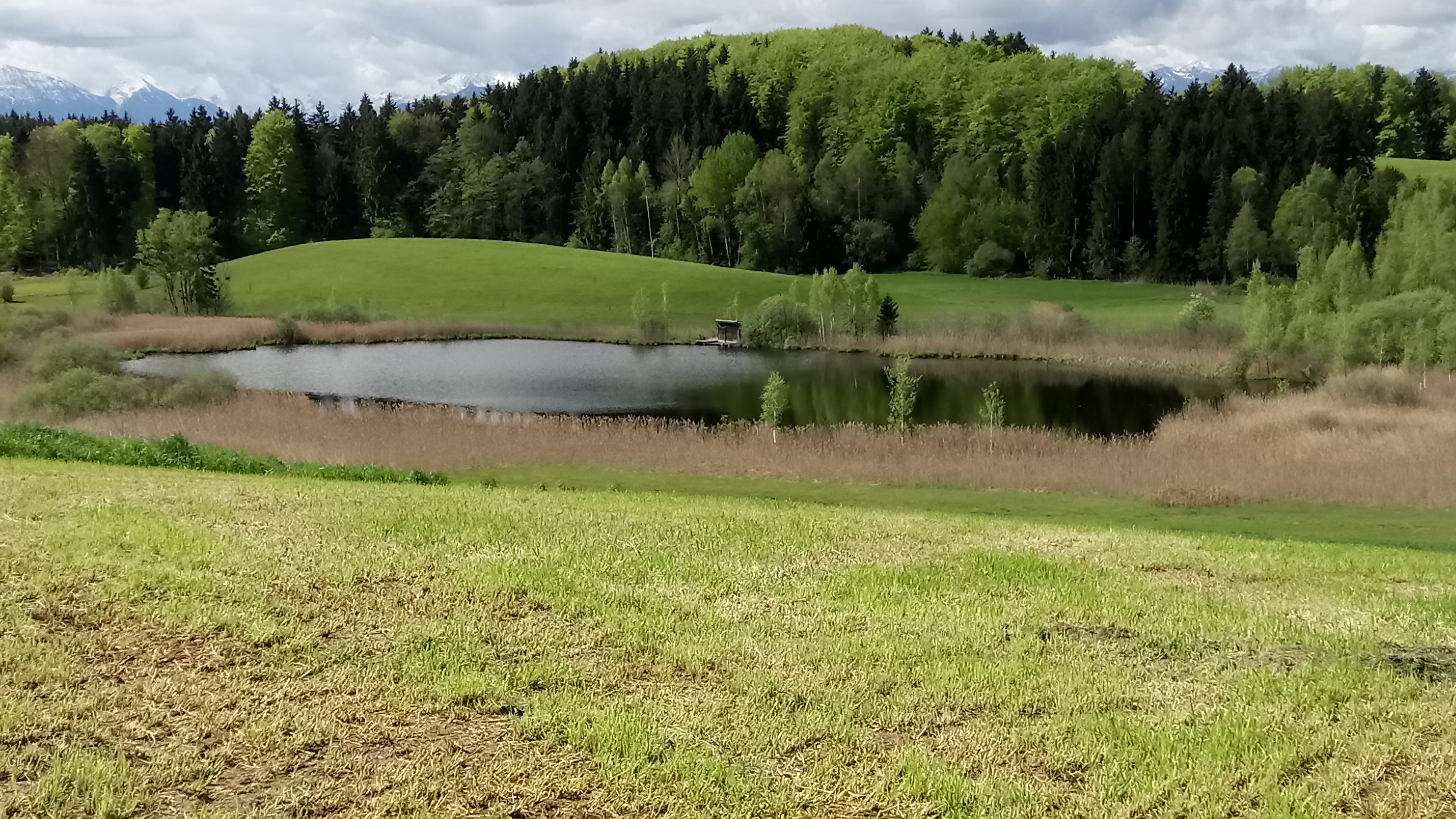

比特魏爾湖（德語：Beatweiher），是德國的湖泊，位於該國東南部，由巴伐利亞州負責管轄，處於魏爾海姆-雄高縣的塞斯豪普特，長0.2公里、寬0.1公里，海拔高度642米。